# Diplacodes melanopsis
Diplacodes melanopsis is een libellensoort uit de familie van de korenbouten (Libellulidae), onderorde echte libellen (Anisoptera).
De wetenschappelijke naam Diplacodes melanopsis is voor het eerst geldig gepubliceerd in 1901 door Martin.